# Hej Sloveni
Hej sloveni (svenska: Hej slaver!) är en hyllningssång tillägnad slaverna och var bland annat Jugoslaviens tidigare nationalsång. Den första texten skrevs av Samuel Tášik 1834 i Prag, på slovakiska under titeln Hej, Slováci. Melodin är baserad på Polens nationalsång Mazurek Dąbrowskiego. Sången har fungerat som en hymn för den panslavistiska rörelsen, Sokolrörelsen likväl som nationalsång för Slovakien under andra världskriget och för SFR Jugoslavien efter andra världskriget, även om den inte antogs officiellt genom konstitutionen förrän den 25 november 1988. Sången fortsatte att vara nationalsång för Jugoslavien efter 1992 då landet splittrades och för Serbien och Montenegro fram till 21 maj 2006, då även den federationen upplöstes. Därefter antog Serbien den traditionella nationalsången Bože pravde och Montenegro Oj, svijetla majska zoro.

## Sångens namn påslaviska språk
- Bosniska: Hej, Slaveni
- Bulgariska: Хей, Славяни
- Kroatiska: Hej, Slaveni
- Makedonska: Еј, Словени
- Polska: Hej, Słowianie
- Rusin: Гий, Славляне
- Ryska: Гей, Славяне
- Serbiska: Хеј, Словени/Hej, Sloveni
- Serbokroatiska:Хеј, Словени/Hej, Slaveni
- Slovakiska: Hej, Slováci
- Slovenska: Hej, Slovani
- Tjeckiska: Hej, Slované
- Ukrainska: Гей Словени

## Sången på slovakiska (originalspråket) och serbokroatiska (som Jugoslaviens nationalsång)
| Slovakiska | Svenska | Serbokroatiska (kyrillisk) | Svenska |
| --- | --- | --- | --- |
| Hej, Slováci, ešte naša slovenská reč žije, Dokiaľ naše verné srdce za náš národ bije. Žije, žije, duch slovenský, bude žiť naveky, Hrom a peklo, márne vaše proti nám sú vzteky!             | Hej slovaker, vårt slovakiska språk skall leva så länge vårt trogna hjärta slår för vårt folk. Den slovakiska anden lever, lever, den skall leva för evigt. Åska och helvete - förgäves är er vrede mot oss!                                          | Хеј Словени, јоште живи Реч (Дух) наших дедова! Док за народ срце бије Њихових синова Живи, живи дух словенски Живеће веков'ма! 𝄆 Залуд прети понор пакла, Залуд ватра грома! 𝄇 | Hej slaver, ännu lever våra förfäders ord (ande)! Emedan deras söners Hjärta slår för folket Lever, lever den slaviska anden, Den kommer att leva för evigt! 𝄆 Förgäves hotar helvetets avgrund, Förgäves rämnar åskan! 𝄇 |
| Jazyka dar zveril nám Boh, Boh náš hromovládny, Nesmie nám ho teda vyrvať na tom svete žiadny; I nechže je koľko ľudí, toľko čertov v svete; Boh je s nami: kto proti nám, toho Parom zmetie. | Språket blev oss givet av Gud, Gud, vår åskledare. Därför må det ej oss betagas av någon i denna värld. Det spelar ingen roll om det finns lika många djävlar som människor i världen; Gud är med oss; den som är mot oss skall blåsas bort av Perun. | Text saknas | Text saknas |
| A nechže sa i nad nami hrozná búrka vznesie, Skala puká, dub sa láme a zem nech sa trasie; My stojíme stále pevne, ako múry hradné. Čierna zem pohltí toho, kto odstúpi zradne!               | Även om en fruktansvärd storm kommer över oss; stenen spricker, eken faller, jorden skälver; skall vi stå stadigt som slottets murar. Till underjordens svarta hålor vare han förbannad, som förrädiskt bedrager!                                     | Нек' се сада и над нама Буром све разнесе! Стена пуца, дуб се лама, Земља нек' се тресе! Ми стојимо постојано Како клисурине, 𝄆 Проклет био издајица Своје домовине! 𝄇          | Låt nu allting ovanför oss Blåsas bort av Buran! Stenen spricker, eken rämnar, Låt jorden darra! Vi står stadigt liksom klippor, 𝄆 Förbannad vare den Som förråder sitt hemland! 𝄇                                        |

### Fotnoter
1. ↑  Amandmani IX do XLVII na Ustav Socijalističke Federativne Republike Jugoslavije, "Službeni list SFRJ", br. 70/88, No. 932, pp 1793-1806